# 잔클로돈

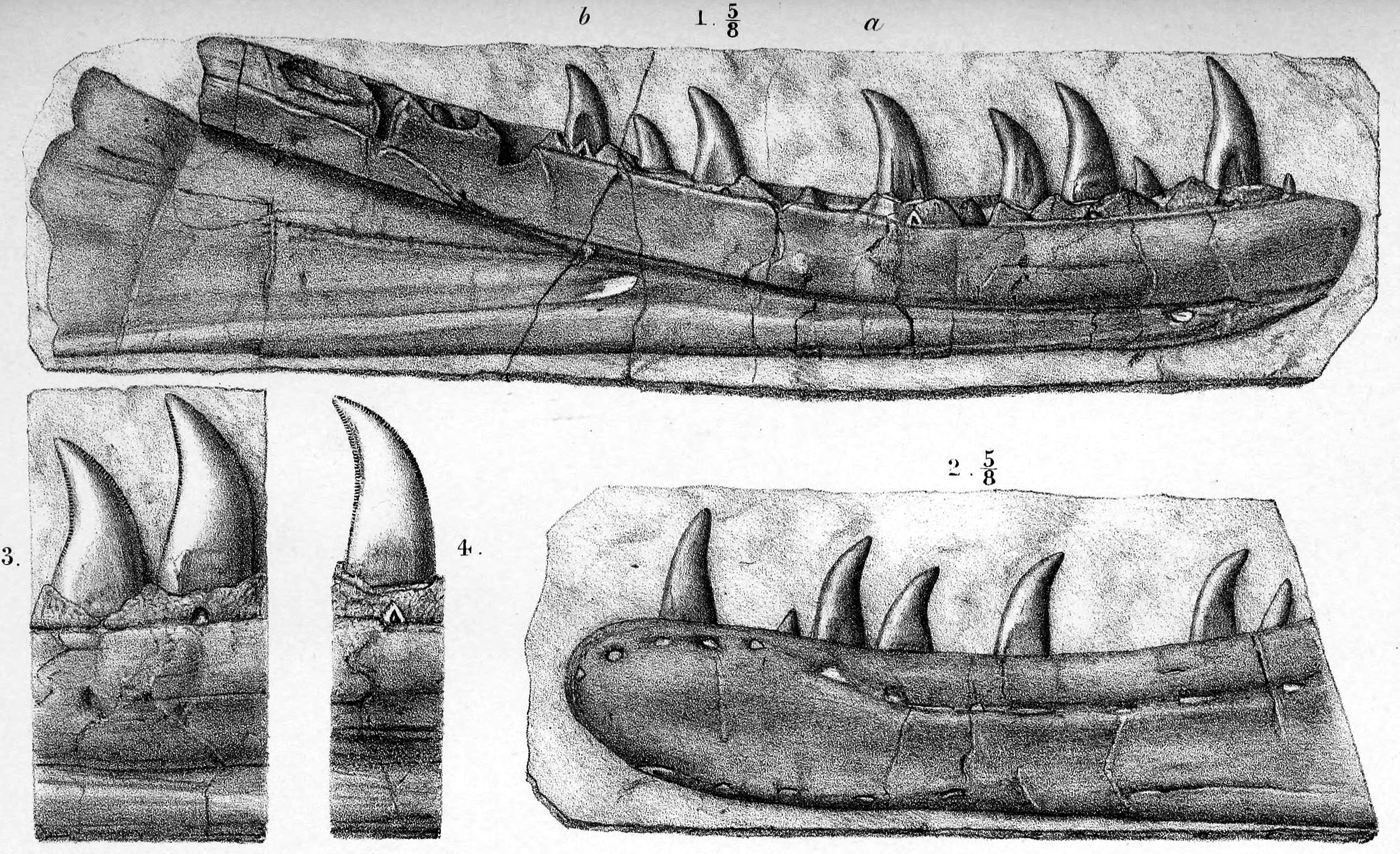

잔클로돈(Zanclodon, 학명: Smilodon laevis)은 악어목 피토사우루스과에 속하는 악어이다. 지금은 멸종된 악어로 몸길이가 4~6m인 거대한 악어에 속한다.

## 특징
잔클로돈은 피토사우루스과에 속하는 종인만큼 피토사우루스과의 악어에서 찾아볼 수가 있는 넓게 확장된 두개골과 뼈를 가진 것이 특징이다. 이름의 뜻인 잔클로돈(Zanclodon)은 날카로운 이빨이란 뜻을 가지고 있다. 발의 모습은 물속에서의 수영에 적합하도록 물갈퀴의 모습으로 진화했으며 이를 통해 앞을 나가는 추진력을 얻었을 것으로 보이는 종이다. 이빨은 날카롭게 세렝된 삼각형에 톱니 모양을 가진 이빨들이 양턱에 총 20개~25개로 줄줄히 나 있다. 분류학적으로 따지면 잔클로돈은 원래 플리닝거(1846년)에 의해 스밀로돈(Smilodon)이라는 이름이 붙었지만 이 이름은 이전에 세이버 발톱이 달린 고양이(선점된 이름)에 사용되어 플리닝거가 대체 명칭인 잔클로돈(Zanclodon)을 세우게 되었다. 이전에는 테로포다 내의 테라토사우루스과(Teratosaurusae)에 놓였으며 때로는 피토사우루스과의 생물을 잔클로돈(Zanclodon)으로 잘못 참조하기도 했다.(Galton 2001 참조) 종류종인 잔클로돈 레비스는 미확정 대공룡을 나타내는 왼쪽 맥시야에 바탕을 두고 있다. 그러므로 그 속은 명백하게 식별할 수 없다. 먹이로는 당대에 서식했던 물고기, 갑각류를 포함하여 양치식물과 같은 식물성의 먹이를 모두 섭이했을 잡식성의 악어로 추정되는 종이다.

## 아종
잔클로돈은 다음과 같은 아종들이 있다.
- Z. 레비스(플리닝거, 1846) [원래 "스밀로돈"] (유형)
- Z. crenatus (Plieninger, 1846) [원래 "Smilodon"]
- Z. 바바리쿠스(Fraas, 1894 비디오 샌드버거, 1894) = 사우로포도모르파 인서테아 세디스
- Z. 플리닝게리(Fraas, 1896년) = Z. 레비스의 주니어 동의어
- Z. 아레나세우스(Fraas, 1896년) = 가능한 파라수치어
- Z. 캠브렌시스(Newton, 1899년) = '뉴턴사우루스'(Welles & Pickering, 1993) – 테로포다 인데트주 사우스 웨일즈에서 주형으로 보존된 치아를 가진 아래턱으로부터 알려진 노먼 누덤이다.
- Z. 슈티이(Fraas, 1900년) = 바트라코토무스
- Z. 실레시아쿠스(Jakel, 1910) = 아르코사우로모르파(Archosauromorpha)의 노멘 두비움

## 생존시기와 서식지와 화석의 발견
잔클로돈이 생존하던 시기는 중생대의 트라이아스기 후기로 지금으로부터 약 2억년전~1억 8천만년전에 생존했던 악어이다. 생존했던 시기에는 유럽을 중심으로 하는 강과 호수에서 주로 서식했던 종이다. 화석의 발견은 1846년에 유럽의 국가 중에 하나인 독일의 트라이아스기에 형성된 지층에서 독일의 고생물학자인 플리닝거에 의해 처음으로 화석이 발견되어 새롭게 명명된 종이다.

## 같이 보기
- 악어
- 중생대
- 트라이아스기
- 파충류
- 화석